# Championnats d'Europe de slalom de canoë-kayak 2024
Navigation
2023 2025
Les Championnats d'Europe de slalom de canoë-kayak 2024 se déroulent au stade d'eaux vives de Tacen à Ljubljana en Slovénie du 15 au 19 mai 2024.
Il s'agira de la première grande compétition internationale sur le parcours d'eau vive de Tacen après les inondations de début août 2023, qui ont causé d'importants dégâts aux installations.

## Programme
| - Samedi 11 mai 2024 - 08:00 - 17:00 : Entrainement Canoë Slalom - 17:30 - 19:45 : Entrainement Kayak Cross - Dimanche 12 mai 2024 - 08:00 - 17:00 : Entrainement Canoe Slalom - 17:30 - 19:45 : Entrainement Kayak Cross - Lundi 13 mai 2024 - 08:00 - 17:00 : Entrainement Canoe Slalom - 17:30 - 19:45 : Entrainement Kayak Cross - Mardi 14 mai 2024 - 08:00 - 17:00 : Entrainement Canoe Slalom - 17:30 - 19:45 : Entrainement Kayak Cross - Mercredi 15 mai 2024 - 08:00 - 14:00 : Entrainement Canoë Slalom - 19:00 : Cérémonie d'ouverture | - Jeudi 16 mai 2024 - 10:00 : Qualification - WK1, MK1 - 1er run - 12:00 : Qualification - WK1, MK1 - 2e run - 15:00 : Compétition par équipe - WK1, MK1 - Vendredi 17 mai 2024 - 11:00 : Qualification - WC1, MC1 - 1er run - 12:30 : Qualification - WC1, MC1 - 2e run - 15:00 : Compétition par équipe - WC1, MC1 - 18:15 : Demi-finale/Finale - Samedi 18 mai 2024 - 10:00 : Demi-finale - WK1, MK1 - 13:00 : Finale - WK1, MK1 - 16:00 : Kayak Sprint Cross - WSX1 - 16:40 : Kayak Sprint Cross - MSX1 - Dimanche 19 mai 2024 - 09:00 : Demi-finale - WC1, MC1 - 12:00 : Finale - WC1, MC1 - 15:00 : Kayak Cross MX1, WX1 - 1/4 jusqu'à la finale |

## Résultats

### Hommes

#### Canoë
| Épreuves       | Or                                                        | Or     | Argent                                                   | Argent | Bronze                                                       | Bronze |
| -------------- | --------------------------------------------------------- | ------ | -------------------------------------------------------- | ------ | ------------------------------------------------------------ | ------ |
| C1             | Žiga Lin Hočevar (SVN)                                    | 90.32  | Luka Božič (SVN)                                         | 91.16  | Benjamin Savšek (SVN)                                        | 91.39  |
| C1 par équipes | Slovénie- Benjamin Savšek - Luka Božič - Žiga Lin Hočevar | 104.95 | Tchéquie- Jiří Prskavec - Lukáš Rohan - Václav Chaloupka | 105.18 | Slovaquie- Matej Beňuš - Michal Martikán - Marko Mirgorodský | 106.31 |

#### Kayak
| Épreuves        | Or                                                   | Or               | Argent                                                         | Argent                | Bronze                                                         | Bronze                     |
| --------------- | ---------------------------------------------------- | ---------------- | -------------------------------------------------------------- | --------------------- | -------------------------------------------------------------- | -------------------------- |
| K1              | Giovanni De Gennaro (ITA)                            | 86.56            | Mario Leitner (AUT)                                            | 89.52                 | Gelindo Chiarello (SUI)                                        | 90.43                      |
| K1 par équipes  | Tchéquie- Jiří Prskavec - Vít Přindiš - Jakub Krejčí | 105.17           | Autriche- Felix Oschmautz - Mario Leitner - Moritz Kremslehner | 109.52                | France- Titouan Castryck - Anatole Delassus - Vincent Delahaye | 109.86                     |
| K1 cross        | Alena Marx (SUI)                                     | Alena Marx (SUI) | Camille Prigent (FRA)                                          | Camille Prigent (FRA) | Nikita Setchell (es) (GBR)                                     | Nikita Setchell (es) (GBR) |
| K1 cross sprint | Alena Marx (SUI)                                     | 56 s 37          | Klaudia Zwolińska (POL)                                        | 56 s 59               | Camille Prigent (FRA)                                          | 57 s 05                    |

### Femmes

#### Canoë
| Épreuves       | Or                                                             | Or     | Argent                                                 | Argent | Bronze                                                             | Bronze |
| -------------- | -------------------------------------------------------------- | ------ | ------------------------------------------------------ | ------ | ------------------------------------------------------------------ | ------ |
| C1             | Andrea Herzog (GER)                                            | 101.24 | Gabriela Satková (CZE)                                 | 105.04 | Marjorie Delassus (FRA)                                            | 107.76 |
| C1 par équipes | Tchéquie- Tereza Kneblová - Gabriela Satková - Martina Satková | 119.61 | Slovénie- Eva Alina Hočevar - Lea Novak - Alja Kozorog | 127.73 | Grande-Bretagne- Mallory Franklin - Kimberley Woods - Ellis Miller | 128.25 |

#### Kayak
| Épreuves        | Or                                                     | Or                  | Argent                                                 | Argent                | Bronze                                                          | Bronze                    |
| --------------- | ------------------------------------------------------ | ------------------- | ------------------------------------------------------ | --------------------- | --------------------------------------------------------------- | ------------------------- |
| K1              | Klaudia Zwolińska (POL)                                | 95.77               | Zuzana Paňková (SVK)                                   | 100.72                | Mallory Franklin (GBR)                                          | 102.30                    |
| K1 par équipes  | Slovénie- Eva Terčelj - Eva Alina Hočevar - Ajda Novak | 124.55              | France- Camille Prigent - Emma Vuitton - Coline Charel | 131.82                | Tchéquie- Antonie Galušková - Kateřina Beková - Tereza Fišerová | 133.77                    |
| K1 cross        | Joseph Clarke (GBR)                                    | Joseph Clarke (GBR) | Jan Rohrer (es) (SUI)                                  | Jan Rohrer (es) (SUI) | David Llorente (en) (ESP)                                       | David Llorente (en) (ESP) |
| K1 cross sprint | Vít Přindiš (en) (CZE)                                 | 49 s 21             | Jonny Dickson (GBR)                                    | 50 s 16               | Martin Dougoud (SUI)                                            | 50 s 87                   |

## Tableau des médailles
- Pays organisateur ( Slovénie)

| Rang  | Nation          | Or | Argent | Bronze | Total |
| ----- | --------------- | -- | ------ | ------ | ----- |
| 1     | Tchéquie        | 3  | 2      | 1      | 6     |
| 1     | Slovénie        | 3  | 2      | 1      | 6     |
| 3     | Suisse          | 2  | 1      | 2      | 5     |
| 4     | Grande-Bretagne | 1  | 1      | 3      | 5     |
| 5     | Pologne         | 1  | 1      | 0      | 2     |
| 6     | Allemagne       | 1  | 0      | 0      | 1     |
| 6     | Italie          | 2  | 1      | 2      | 5     |
| 8     | France          | 0  | 2      | 3      | 5     |
| 9     | Autriche        | 0  | 2      | 0      | 2     |
| 10    | Slovaquie       | 0  | 1      | 1      | 2     |
| 11    | Espagne         | 0  | 0      | 1      | 1     |
| Total | Total           | 12 | 12     | 12     | 36    |